# Keres
Keres (Queres), grupa indijanskih plemena porodice Keresan nastanjenih između rijeka Rio de los Frijoles i Rio Jemez, na sjeveru savezne američke države Novi Meksiko. Rana Keres-popualcija iznosila je oko 4,000, u novo vrijeme 22,000 (2000), smještenih na rezervatima 
Acoma Pueblo (Acoma), Cochiti Pueblo (Cochiti), Laguna Pueblo (Laguna), San Felipe Pueblo (San Felipe), Santa Ana Pueblo (Santa Ana), Santo Domingo Pueblo (Santo Domingo), Zia Pueblo (Zia).
Keresi se geografski dijele na Zapadne ili Queres* i Istočne** ili Sitsime (Kawaiko) s plemenima i pueblima: 
- Acoma**, u okrugu Valencia.
- Cochiti*, zapadna obala Rio Grande, 27 milja jugozapadno od Santa Féa.
- Laguna**, južna obala rijeke San Jose, okrug Valencia.
- San Felipe*, zapadna obala Rio Grande oko 12 milja od Bernalilloa.
- Santa Ana*, sjeverna obala Rio Jemez.
- Santo Domingo*, istočna obala Rio Grande oko 18 miles od Bernalilla.
- Zia* ili Sia, sjeverna obala rijeke Jemez oko 16 milja sjeverozapadno od Bernalilla.

Raniji puebli koji su im pripadali bili su i: Gipuy i Huashpatzena (Santo Domingo; dva grada); Kakanatzia i Kohasaya (Zia); Kashkachuti, Katzimo ili Enchanted Mesa, Kowina, Kuchtya, Tapitsiama i Tsiama (Acoma); pueblo na Potrero de las Vacas, pueblo u Tyuonyi ili Rito de los Frijoles,  Haatze,  Hanut Cochiti i Kuapa (Cochiti). 

## Povijest
Keresi danas naseljavaju sedam puebala duž Rio Grande i dva zapadna pritoka. Prvi ih 1540. u ovom kraju posječuje Juan Vásquez de Coronado. Prema arheološkim pokazateljima oni u ovaj kraj dolaze sa zapada oko 1300. godine. U kasnijim vremenima susreću ih 1583. Antonio de Espejo i 1598 Juan de Oñate, pa dolazi i do sukoba s njima. U ovom sukobu priključuju se Tiwa i Tompiro Indijancima, mnoga sela su razorena, oko 500 ih je zarobljeno, ali su kasnije uspjeli pobjeći. Do pokrštavanja dolazi u 17. stoljeću kada se grade mnoge crkve. Do 1680 mnogi su Indijanci pomrli, i dolazi do poznatog Pueblo ustanka koje je poveo Popé, pripadnik plemena San Juan. oko 400 bijelaca u opsadi Santa Fea je pomrlo i tek ih pedesetak uspije pobjeći u El Paso. Godine 1969. Kiowa Indijanac Navarre Scott Momaday (1934-) rođen u Lawtonu u Oklahomi, a koji je odrastao na jugozapadnim pueblo rezervatima, dobiva Pulitzerovu nagradu za svoju novelu o pueblu Laguna,  'House Made of Dawn' . 

## Etnogarfija
Keresi kulturno pripadaju u Jugozapadne Indijance s pueblo tipom kulture. Među sobom razlikuju se i dvije njihove grupe, to su Sitsime sa socijalnom organizacijom sličnom onoj njihovih Tanoan susjeda s dualnim sistemom i Queres (Zapadne) s obrascem mnogo sličnijim Zuñi i Hopi Indijanaca gdje nema prisutnosti dualnih organizacija. Sve Keres grupe kao i Indijanci Zuñi, Hopi i Tanoan plemena Tewa, Tiwa i Towa ratarska su društva čija privreda počiva na poljodjelstvu, odnosno uzgoju kukuruza.

## Vanjske poveznice
- Keresan Pueblos  Arhivirana inačica izvorne stranice od 29. rujna 2007. (Wayback Machine)